# Butterfly World
Koordinaten: 26° 16′ 6″ N, 80° 10′ 17″ W

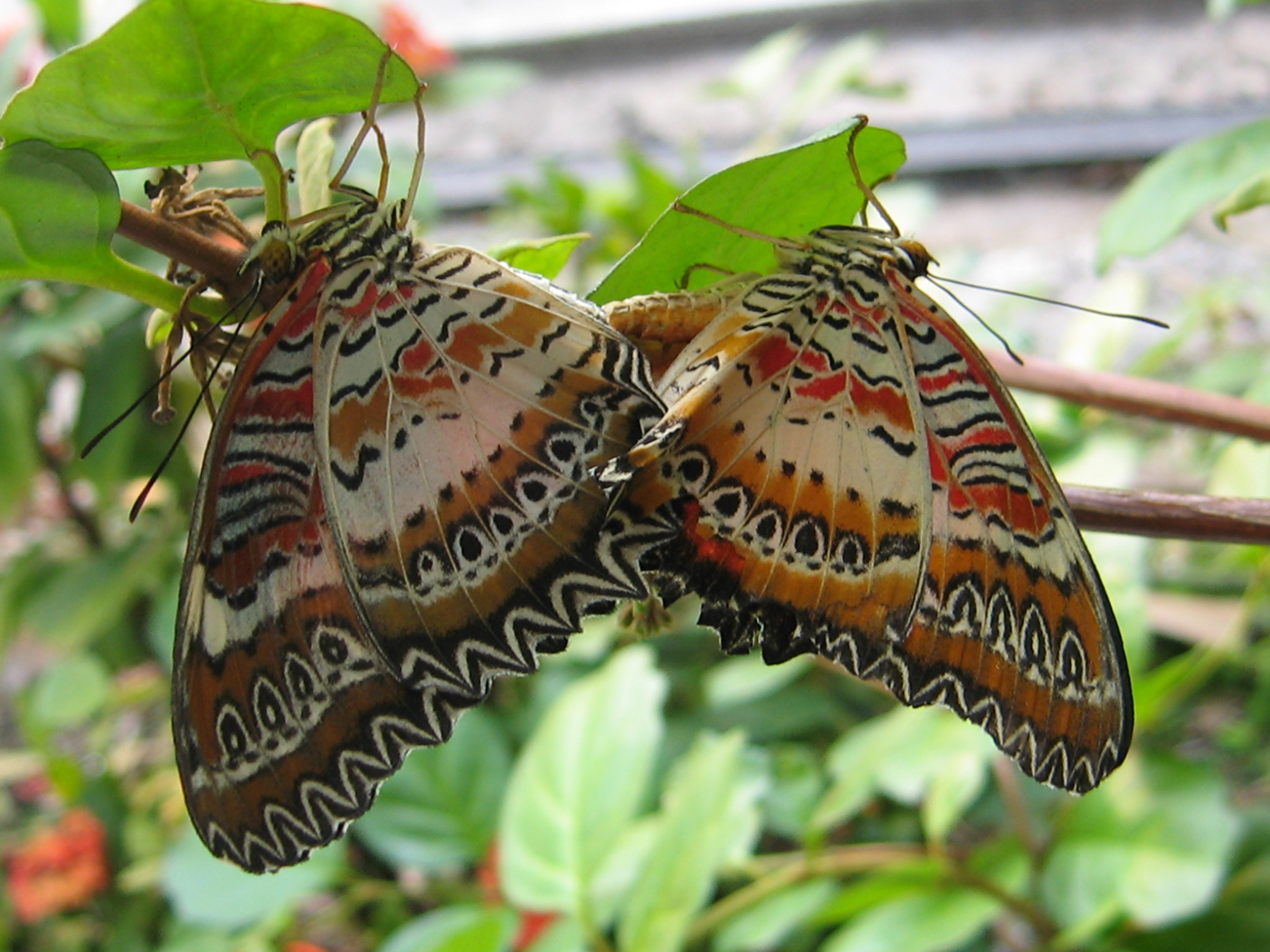
Paarung von Cethosia hypsea

Butterfly World ist ein Schmetterlingszoo in Coconut Creek im US-Bundesstaat Florida. Er liegt ca. 15 Kilometer nördlich von Fort Lauderdale.

## Geschichte
Ronald Boender, ein pensionierter Elektroingenieur und Hobby-Entomologe, der sich von frühester Jugend für Schmetterlinge interessierte, erwarb ein Grundstück im Tradewinds Park in der Nähe von Fort Lauderdale, um einen Schmetterlingspark einzurichten. Nach einer Begegnung mit dem Briten Clive Farrell, der bereits ähnliche Anlagen, beispielsweise die Stratford Butterfly Farm betrieb, konzipierten sie einen Schmetterlingszoo in Coconut Creek, der 1988 eröffnet wurde. In den folgenden Jahren wurden weitere Ausstellungsschwerpunkte geschaffen und Butterfly World entwickelte sich zu einer touristischen Attraktion, die den Ort Coconut Creek veranlasste, sich den Spitznamen Butterfly Capital of the World (Welthauptstadt der Schmetterlinge) zuzulegen.

## Anlagenbeschreibung
Die einzelnen Ausstellungsbereiche sind als Kombination eines Zoos mit einem Botanischen Garten konzipiert. Ein nachgebildeter tropischer Regenwald mit exotischen Pflanzen, Wasserfällen und hängenden Gärten bildet den Mittelpunkt. Weitere Bereiche zeigen Aufzuchtstationen für Schmetterlinge, Schaukästen mit präparierten Insekten sowie weiteres Informationsmaterial zur Lebensweise von Vögeln und Schmetterlingen. In einem Insektarium sind u. a. Käfer und Spinnentiere zu besichtigen.

## Schmetterlingsarten
Je nach der Verfügbarkeit von Arten, die von weltweit operierenden Schmetterlingsfarmen bezogen werden oder auf eigenen Zuchterfolgen basieren, werden jahrweise unterschiedliche Schmetterlingsarten gezeigt. Im Durchschnitt sind 5000 Schmetterlinge zu sehen. Nachfolgende Bild-Auswahl zeigt oftmals präsentierte Tagschmetterlingsarten.

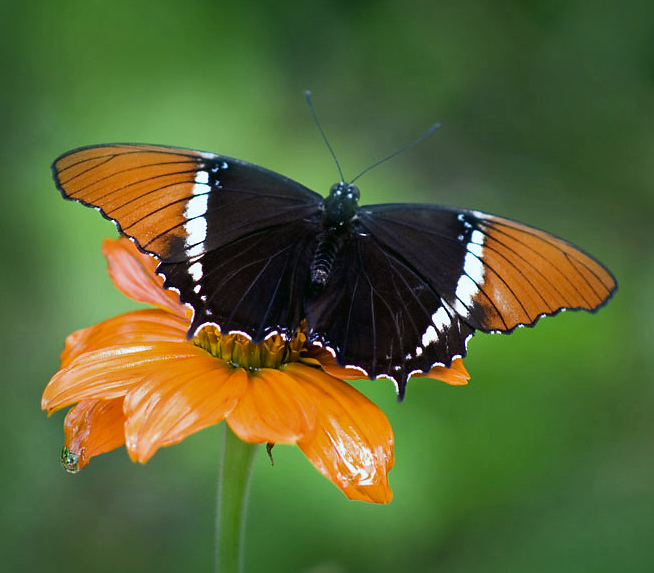
Schokoladenfalter (Siproeta epaphus)
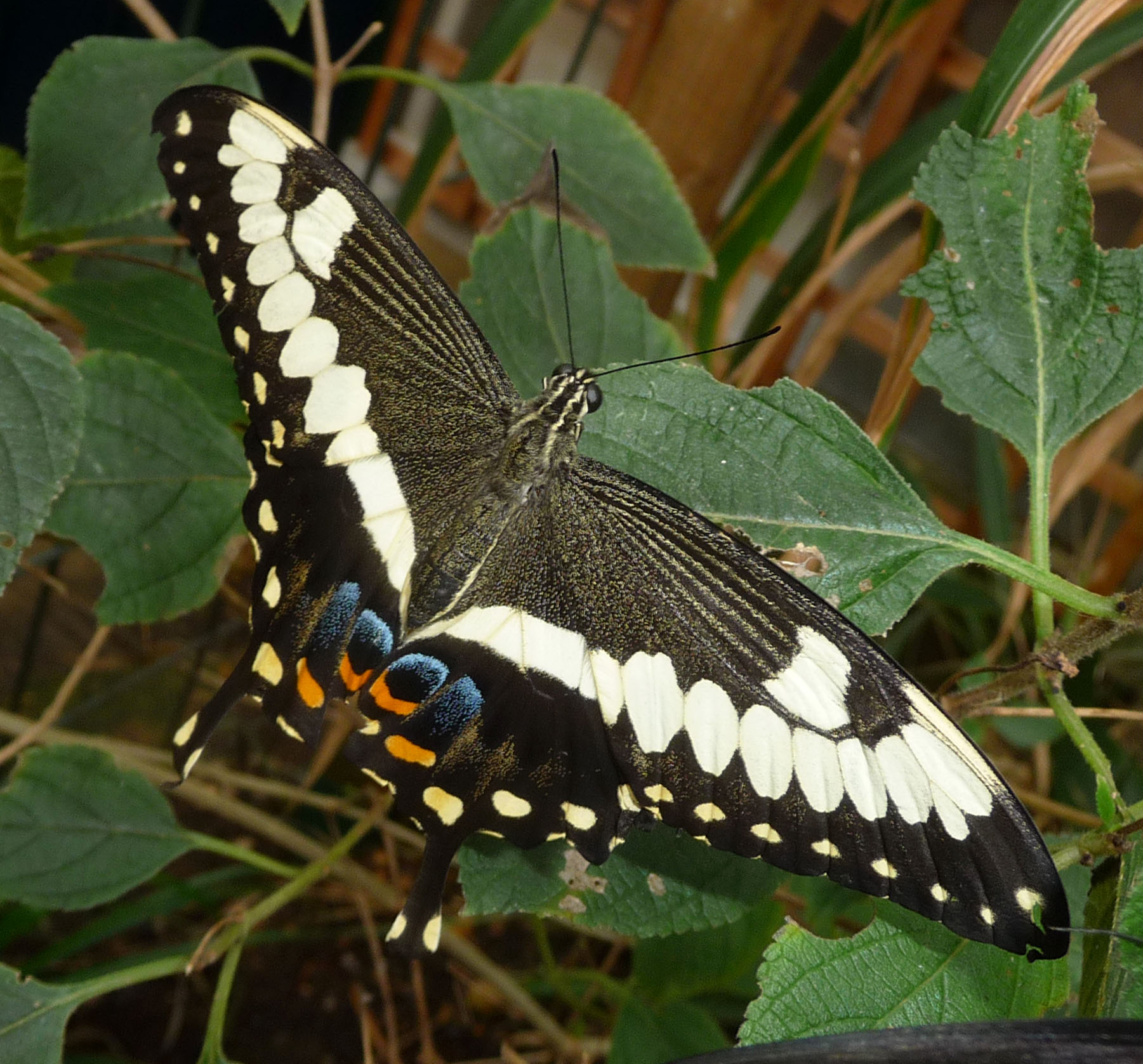
Papilio ophidicephalus
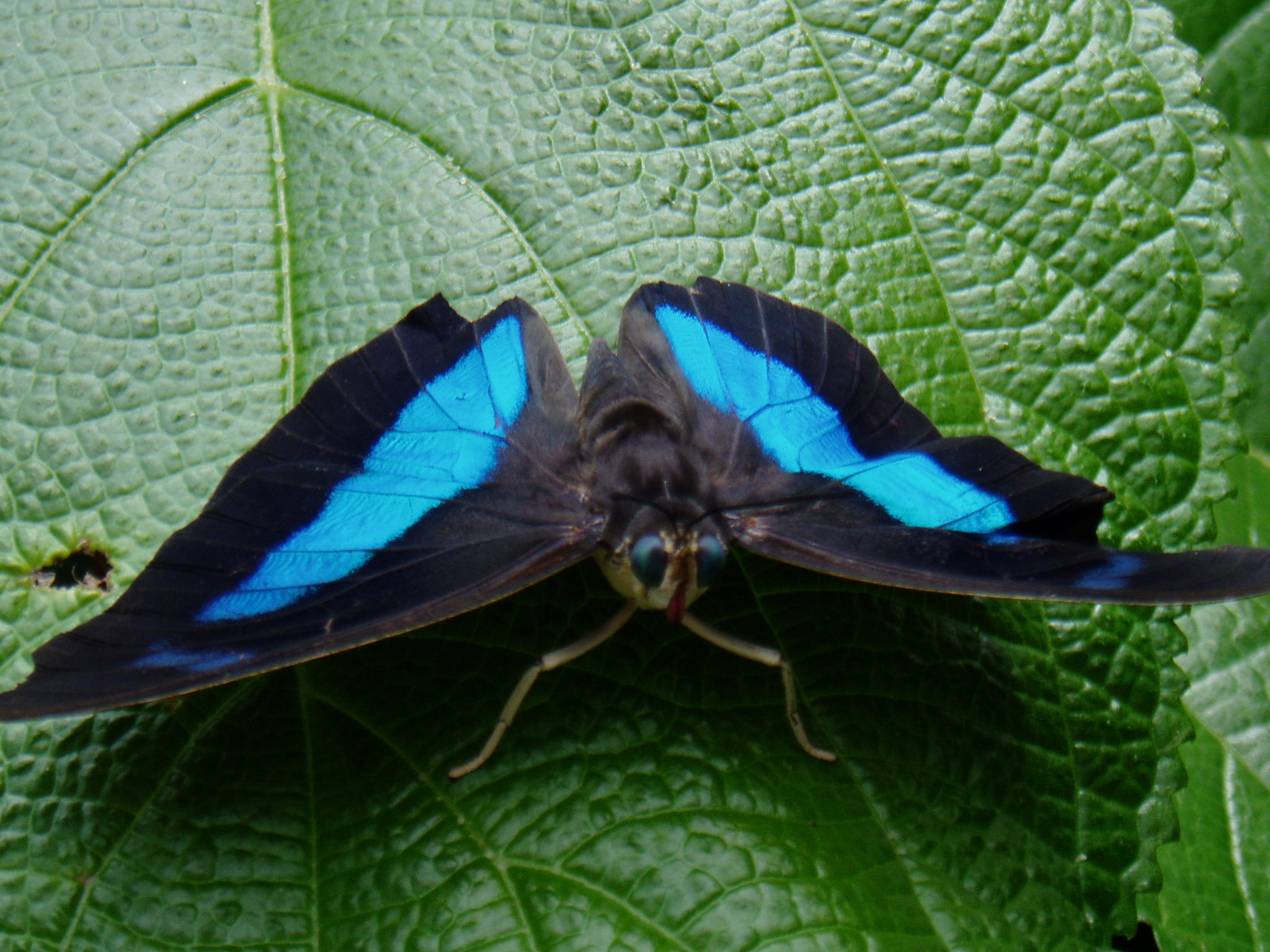
Archaeoprepona demophon
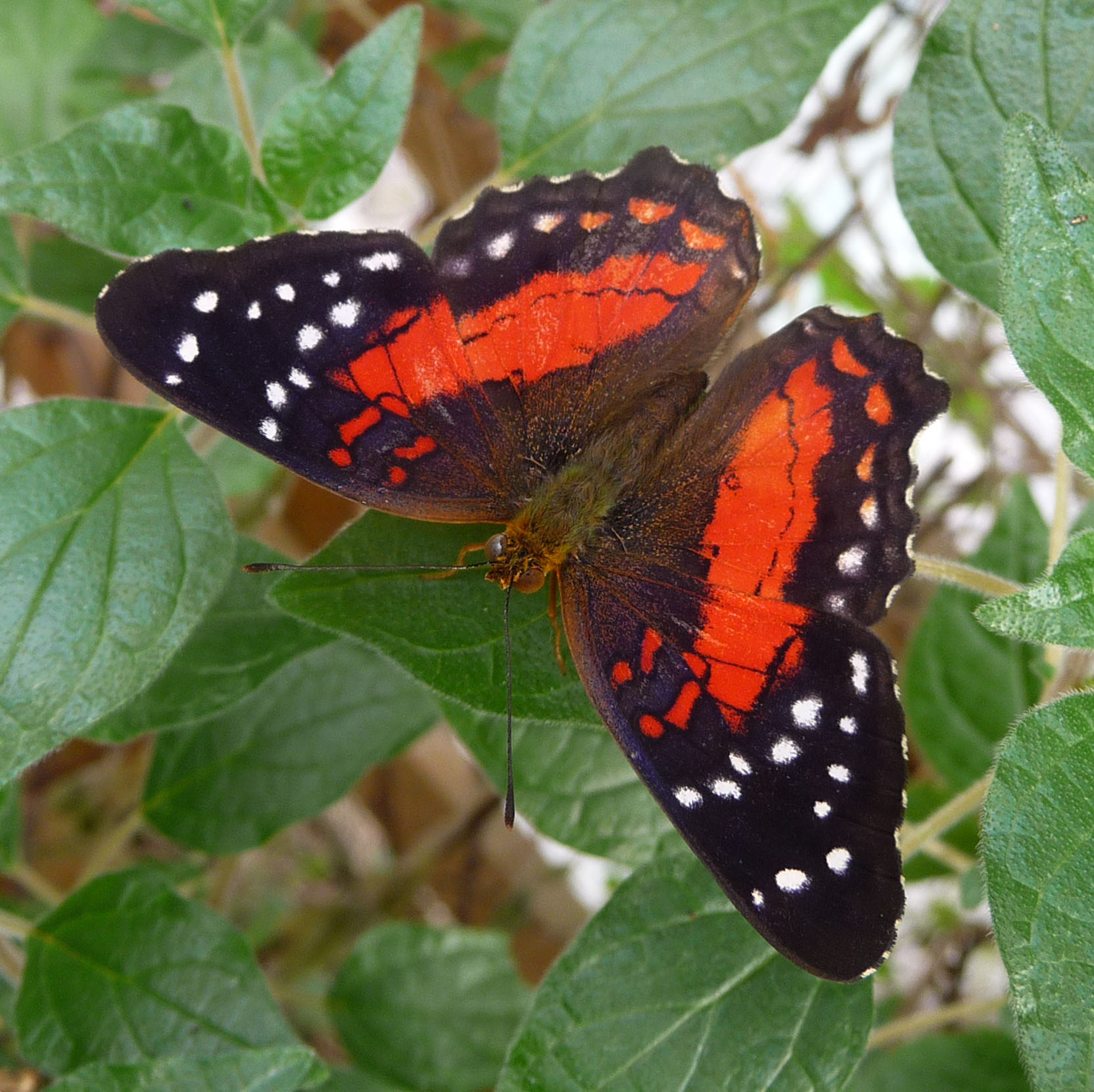
Anartia amathea

## Vogelarten
Seit der Eröffnung der Butterfly World hat die Anzahl der gezeigten Vogelarten fortwährend zugenommen. Arten des tropischen Regenwaldes, die ebenso wie Schmetterlinge einen Großteil ihrer Nahrung vom Nektar der Blüten beziehen, wie Kolibris und Naschvögel teilen die gleichen Ausstellungshallen mit den Insekten. Dort halten sich außerdem Finken und Papageien auf.

## Galerie

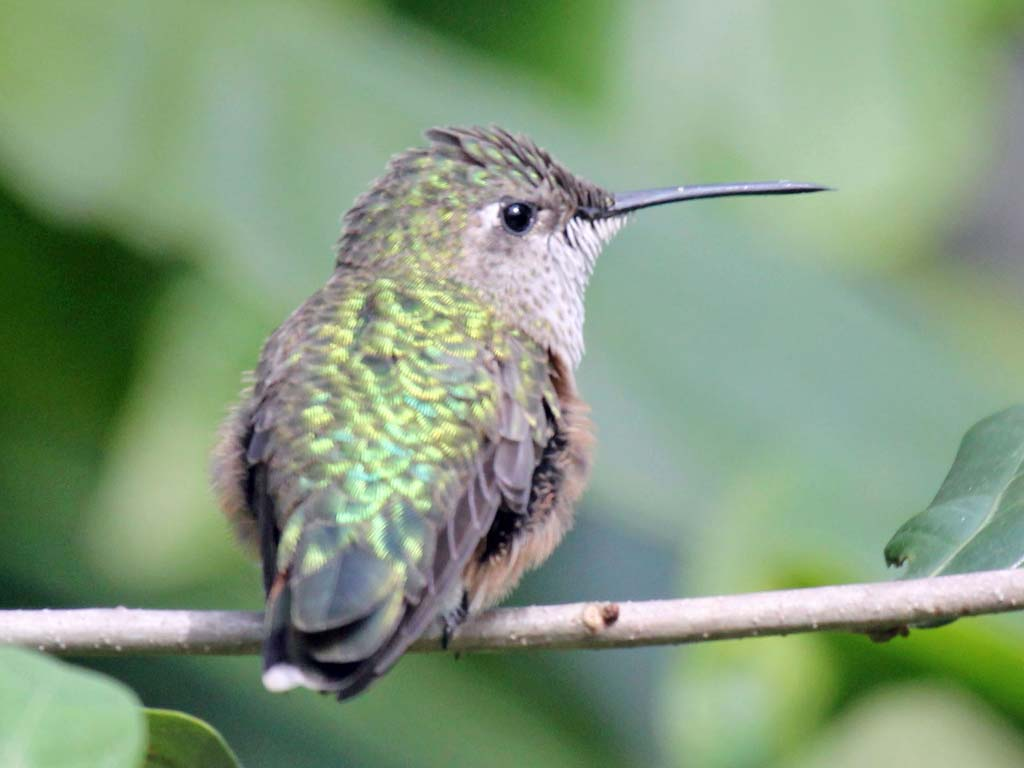
Breitschwanzkolibri (Selasphorus platycercus), Weibchen
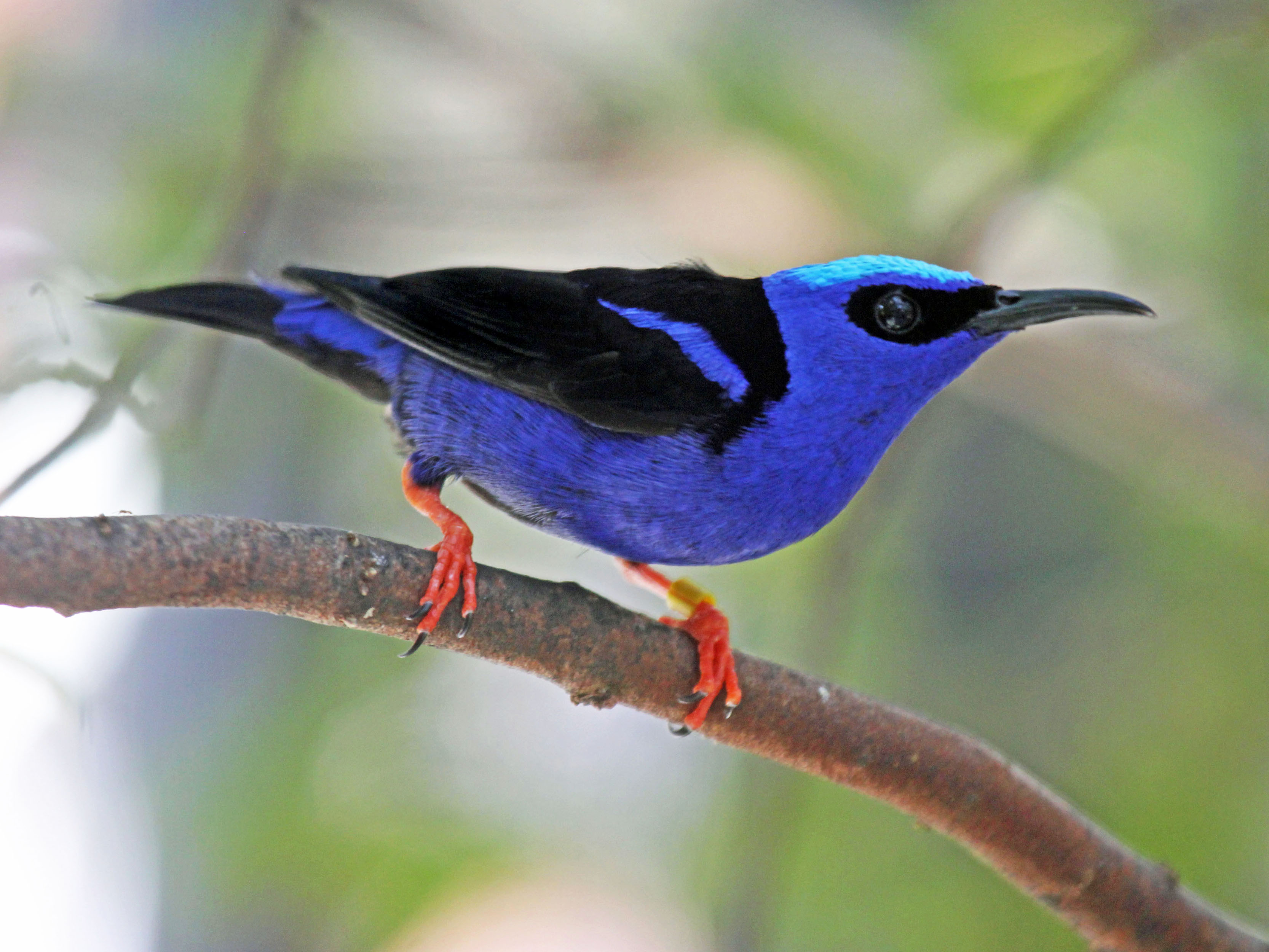
Rotfußhonigsauger (Cyanerpes cyaneus)
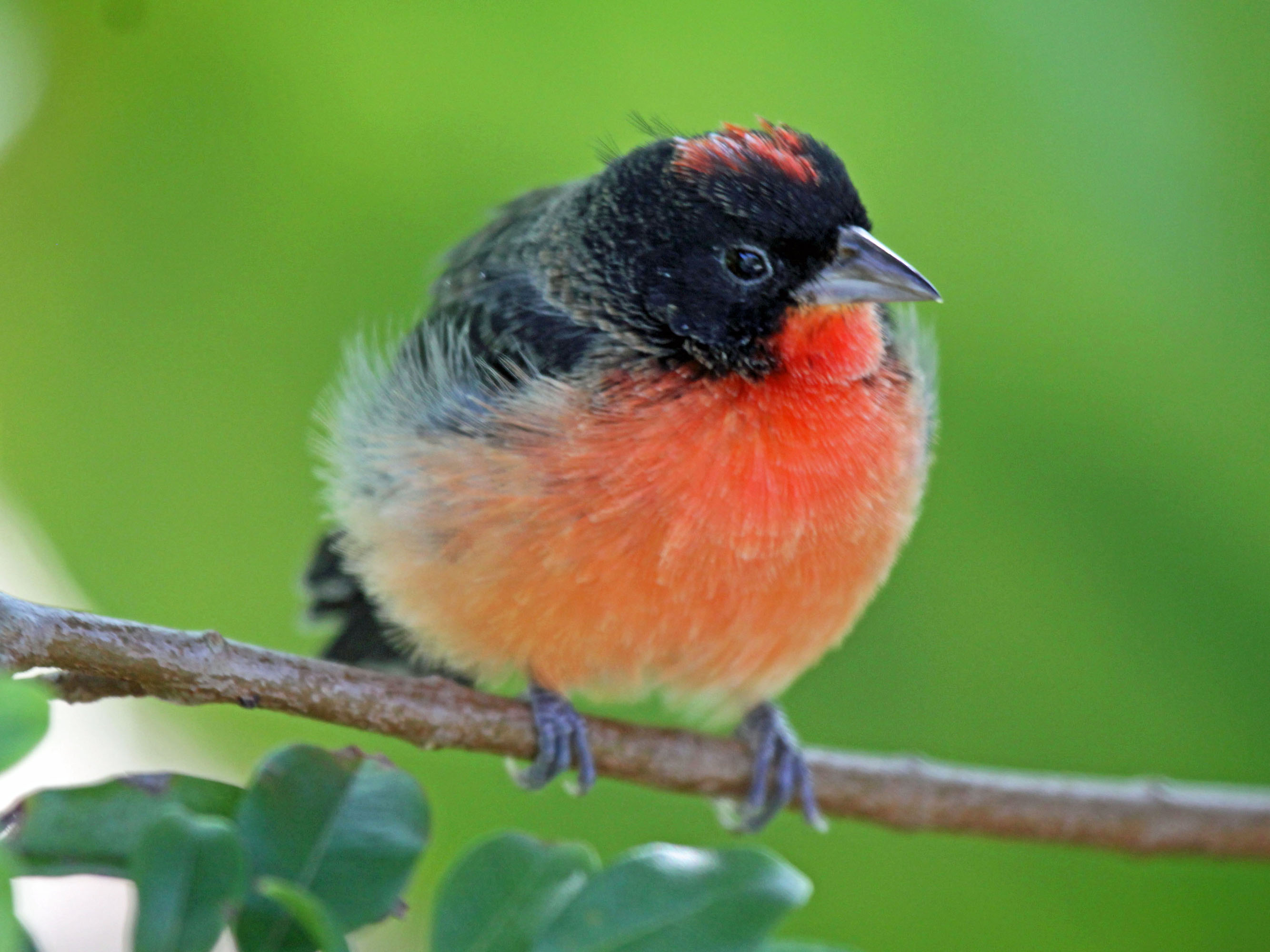
Purpurhaubentangare (Rhodospingus cruentus)
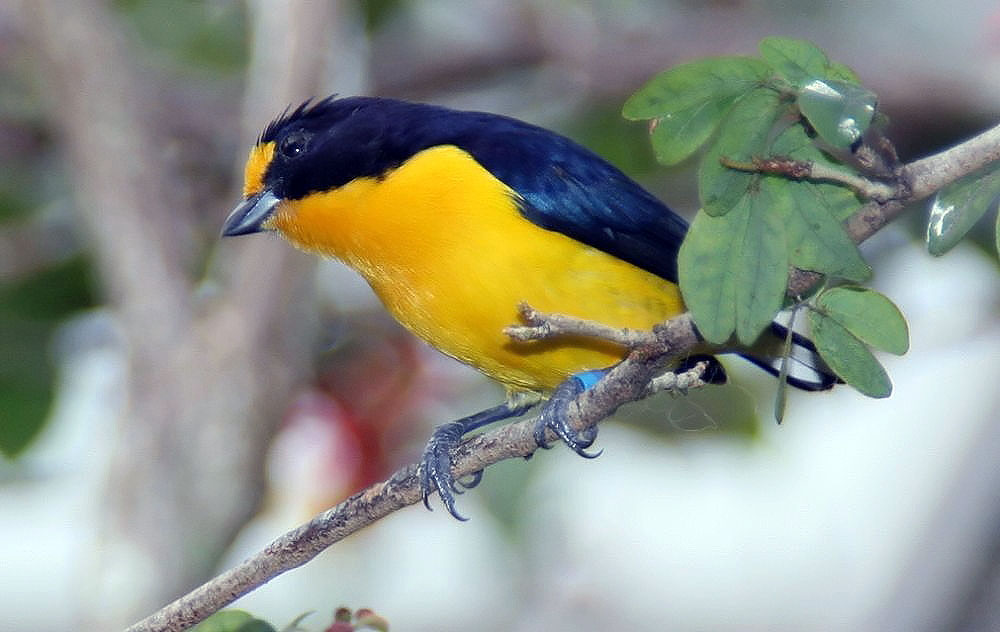
Veilchenorganist (Euphonia violacea)